# Лесхоз 5-й
Лесхоз 5-й — посёлок в Ленинском районе Волгоградской области Волгоградской области России. Входит в состав Каршевитского сельского поселения. Население 6 человек (2010).

## География
Расположен в юго-восточной части области, в Волго-Ахтубинской пойме дельты Волги, у ерика Громок.
Уличная сеть состоит из одной улицы Весенняя.
Абсолютная высота 7 метров ниже уровня моря.

## Население
| 2010 |
| ---- |
| 6    |

Гендерный состав
По данным Всероссийской переписи населения 2010 года в гендерной структуре населения из 6 человек мужчин — 4, женщин — 2 (66,7 и 33,3 % соответственно).
Национальный состав
Согласно результатам переписи 2002 года, в национальной структуре населения
русские составляли 100 % из общей численности населения в 3 человека

## Инфраструктура
Лесное хозяйство. Личное подсобное хозяйство.

## Транспорт
Просёлочные дороги.